# Puos d’Alpago
Puos d’Alpago – miejscowość i gmina we Włoszech, w regionie Wenecja Euganejska, w prowincji Belluno.
Według danych na styczeń 2009 gminę zamieszkiwało 2478 osób przy gęstości zaludnienia 179,2 os./1 km².